# Provinz Yunguyo
Die Provinz Yunguyo gehört zur Verwaltungsregion Puno im Süden von Peru. Die Provinz wurde am 28. Dezember 1984 gegründet. Sie besitzt eine Fläche von 290 km². Beim Zensus 2017 wurden in der Provinz 38.646 Einwohner gezählt. Im Jahr 1993 lag die Einwohnerzahl bei 48.258, im Jahr 2007 bei 47.400. Verwaltungssitz ist Yunguyo. Yunguyo befindet sich 110 km ostsüdöstlich der Regionshauptstadt Puno.

## Geographische Lage
Die Provinz Yunguyo liegt im Südosten der Region Puno. Die Provinz erstreckt sich über den südwestlichen Teil der Copacabana-Halbinsel im Südosten des Titicaca-Sees. Ferner gehört zur Provinz auf dem sich anschließenden Festland die Nordostflanke des 4809 m hohen Cerro Khapia sowie mehrere südlich der Halbinsel vorgelagerte Inseln, darunter Iscaya, Caana, Yuspique, Anapia und Suana.
Der nördliche Teil der Halbinsel gehört zu Bolivien. Dort befindet sich die Kleinstadt Copacabana. Zum Festland hin grenzt die Provinz Yunguyo an die Nachbarprovinz Chucuito.

## Verwaltungsgliederung
Die Provinz Yunguyo besteht aus 7 Distrikten. Der Distrikt Yunguyo ist Sitz der Provinzverwaltung.
| Distrikt  | Verwaltungssitz        |
| --------- | ---------------------- |
| Anapia    | Anapia                 |
| Copani    | Copani                 |
| Cuturapi  | San Juan de Cuturapi   |
| Ollaraya  | San Miguel de Ollaraya |
| Tinicachi | Tinicachi              |
| Unicachi  | Marcaja                |
| Yunguyo   | Yunguyo                |